# Superliga de Nueva Caledonia 2019
La Superliga de Nueva Caledonia 2019 fue la edición número 46 de la Superliga de Nueva Caledonia. La temporada comenzó el 30 de marzo y culminó el 16 de noviembre. El AS Magenta fue el campeón defensor. El Hienghène Sport se proclamó campeón obteniendo su segundo título en su historia.

## Formato
Esta vez los 10 equipos competirán entre sí sistema de todos contra todos 2 veces totalizando 18 partidos cada uno.  Al término de la temporada los 2 primeros clasificarán a la Liga de Campeones de la OFC 2020, es decir; el campeón y subcampeón; mientras que el último clasificado descenderá a la Segunda División de Nueva Caledonia 2020 y el penúltimo jugará play-off del descenso.

## Equipos participantes
| Pos.   | Equipo           | Ciudad       | Estadio            | Capacidad |
| ------ | ---------------- | ------------ | ------------------ | --------- |
| 1      | AS Magenta       | Numea        | Numa-Daly Magenta  | 9600      |
| 2      | Hienghène Sport  | Hienghène    | Stade de Hienghène | 2000      |
| 3      | AS Mont-Dore     | Le Mont-Dore | Stade Boewa        | 2000      |
| 4      | SC Ne-Drehu      | We           | Stade Hnassé       | 1000      |
| 5      | AS Tiga Sport    | Numea        | Numa-Daly Magenta  | 9600      |
| 6      | AS Lössi         | Numea        | Numa-Daly Magenta  | 9600      |
| 7      | Trio Kédeigne FC | We           | Stade Hnassé       | 1000      |
| 8      | AS Wetr          | Numea        | Numa-Daly Magenta  | 9600      |
| 9      | Horizon Patho    | La Roche     | Stade La Roche     | 1000      |
| 1 (SD) | ES Wacaelé       | La Roche     | Stade La Roche     | 1000      |

### Ascensos y descensos
| Pos. | Ascendido de la Segunda División 2018 |
| ---- | ------------------------------------- |
| 1    | ES Wacaelé                            |

| Pos. | Descendidos de la Superliga 2018 |
| ---- | -------------------------------- |
| 10   | Thio Sport                       |
| 11   | RC Poindimié                     |
| 12   | AGJP                             |

## Tabla de posiciones
Actualizado el 28 de noviembre de 2019.
| Pos. | Equipo               | PJ | PG | PE | PP | GF | GC | DG  | Pts. | Clasificado a                              |
| ---- | -------------------- | -- | -- | -- | -- | -- | -- | --- | ---- | ------------------------------------------ |
| 1    | Hienghène Sport (C)  | 18 | 15 | 2  | 1  | 60 | 15 | +45 | 65   | Campeón y Liga de Campeones de la OFC 2020 |
| 2    | AS Magenta           | 18 | 14 | 3  | 1  | 56 | 19 | +37 | 63   | Liga de Campeones de la OFC 2020           |
| 3    | AS Mont-Dore         | 18 | 7  | 2  | 9  | 34 | 30 | +4  | 42   |                                            |
| 4    | AS Tiga Sport        | 18 | 7  | 3  | 8  | 29 | 29 | 0   | 42   |                                            |
| 5    | SC Ne Drehu          | 18 | 6  | 6  | 6  | 25 | 31 | -6  | 42   |                                            |
| 6    | AS Lössi             | 18 | 6  | 6  | 6  | 31 | 44 | -13 | 42   |                                            |
| 7    | AS Wetr              | 18 | 6  | 2  | 10 | 33 | 35 | -2  | 38   |                                            |
| 8    | Horizon Patho        | 18 | 5  | 4  | 9  | 27 | 36 | -9  | 37   |                                            |
| 9    | Trio Kédeigne FC (D) | 18 | 4  | 2  | 12 | 27 | 53 | -26 | 32   | Play-Off del Descenso                      |
| 10   | ES Wacaelé (D)       | 18 | 4  | 1  | 13 | 28 | 58 | -30 | 31   | Segunda División 2020                      |